# Combretum tomentosum
Combretum tomentosum är en tvåhjärtbladig växtart som beskrevs av George Don jr. Combretum tomentosum ingår i släktet Combretum och familjen Combretaceae. Inga underarter finns listade i Catalogue of Life.